# DeSoto Fireflite

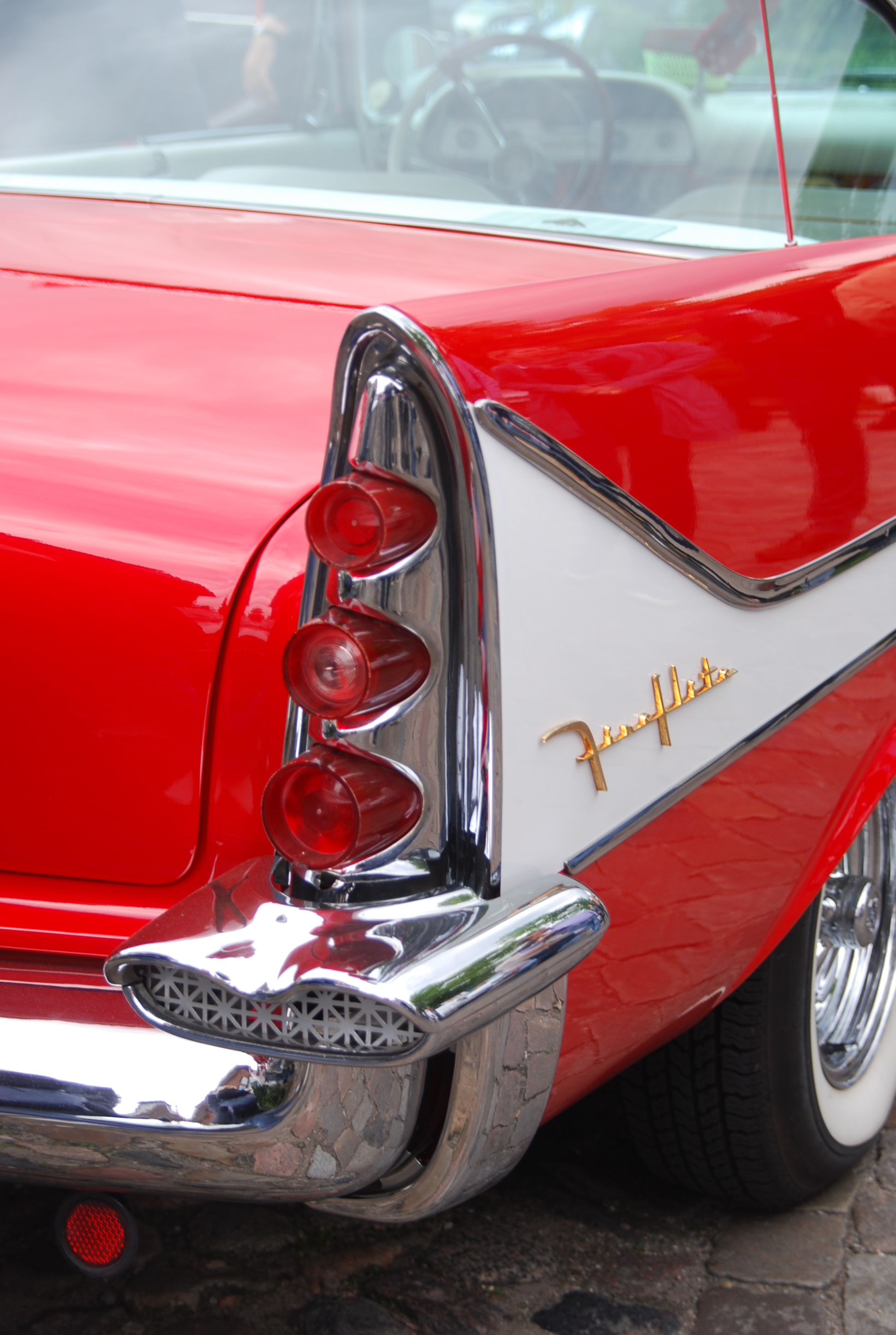
Heckflosse eines Fireflite von 1958 mit seitlichem Modellschriftzug

Der DeSoto Fireflite war ein in mehreren Modellgenerationen angebotenes Fahrzeug der zum Chrysler-Konzern gehörenden Automobilmarke DeSoto. 1955 und 1956 war der Fireflite das Spitzenmodell der Marke, bevor er diesen Rang ab 1957 an den Adventurer abgab.

## Modellgeschichte

### 1955 bis 1956: 100 Million Dollar Look

#### 1955

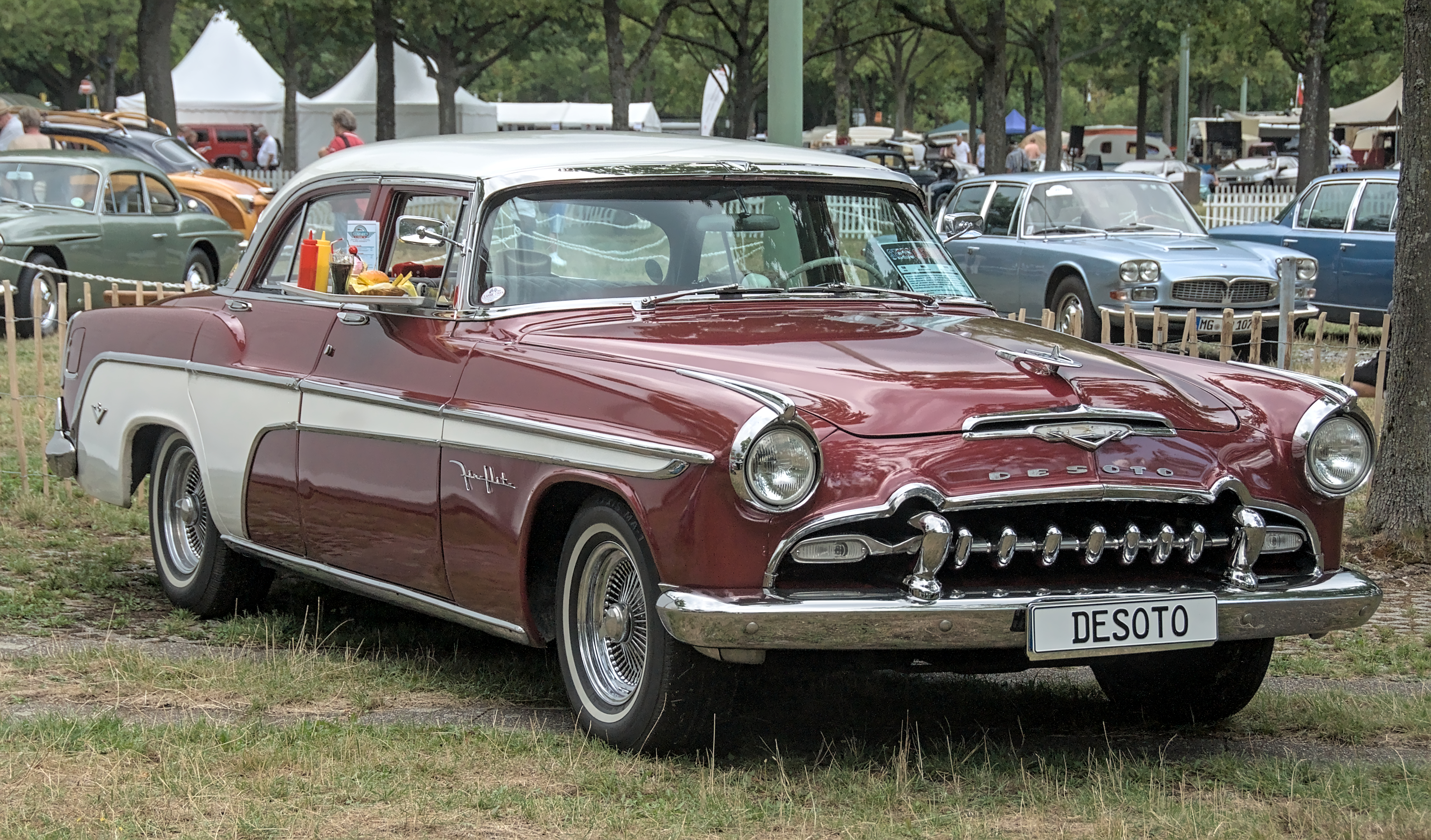
DeSoto Fireflite (1955)

Die erste, 1955 eingeführte Fireflite-Generation war oberhalb des Firedome positioniert. Beide Fahrzeuge hatten wie die Chrysler-Modelle Windsor und New Yorker einen 3200 mm langen Radstand. Damit waren sie in der Hierarchie des Chrysler-Konzerns unterhalb der (neu gegründeten) Marke Imperial (3.302 mm) angesiedelt, rangierten aber über den Fahrzeugen von Dodge (3.040 mm) und Plymouth (2.924 mm). 
Der Fireflite war als Cabriolet, zweitüriges Coupé und als viertürige Limousine erhältlich. Alle Versionen nutzten den gleichen Radstand. Das Karosseriedesign des Fireflite war eine Abwandlung des von Virgil Exner gestalteten Hundred Million Dollar Look und orientierte sich im Profil weitgehend an den größenidentischen Chrysler-Modellen. Allerdings trug er Fireflite eine auffällige Seitendekoration mit kontrastierenden Farbeinsätzen und breiten Chromeinfassungen. In der Ausstattungsversion Coronado hatte der Fireflite sogar eine Dreifarben-Lackierung (türkis, schwarz, weiß). Insgesamt wird der Fireflite des Jahrgangs 1955 als das „glitzendste“ Modell des Chrysler-Konzerns beschrieben.
Der Fireflite wurde 1955 von einem 4,9 Liter großen Achtzylindermotor V8-Motor mit einer Leistung von 200 bhp. Als Kraftübertragung diente ein PowerFlite-Automatikgetriebe. Die Automatik hatte einen "Flite-Control"-Hebel am Armaturenbrett. Der Wagen wog je nach Karosserieform zwischen 1.850 kg und 2.100 kg.

#### 1956

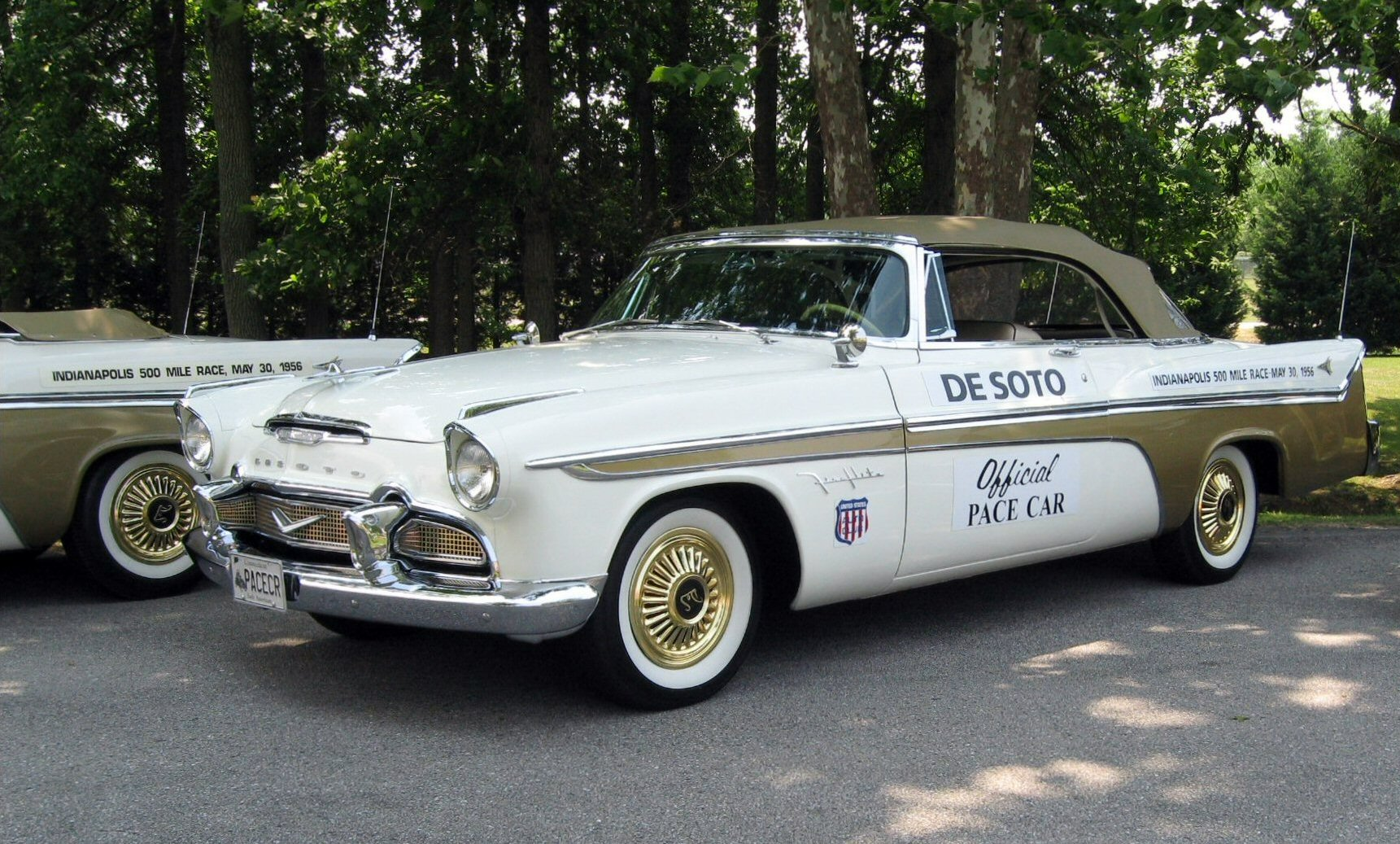
DeSoto Fireflite Convertible von 1956: Pace Car des 500-Meilen-Rennens von Indianapolis

Für das Modelljahr 1956 wurde die Karosserie des Vorjahresmodells im Grundsatz beibehalten, allerdings fanden sich am Ende der hinteren Kotflügel kleine Heckflossen, die drei untereinander angebrachte Rundleuchten überdachten. Zudem änderte sich für 1956 der Kühlergrill.
In technischer Hinsicht erhielt der Fireflite 1956 wie die Modelle der Marke Chrysler ein neues Triebwerk. Serienmäßig war er nun mit einem 255 bhp starken, 5,6 Liter großen Achtzylindermotor. Die exklusivste Ausstattungsvariante, der Fireflite Adventurer, hatte demgegenüber ein 5,8 Liter großes Triebwerk, das 320 bhp leistete. Mit ihm beschleunigte der Fireflite in 11 s von 0 auf 100 km/h und erreichte eine Höchstgeschwindigkeit von 175 km/h.
1956 war ein gold-weißes Fireflite-Cabriolet das offizielle Pace Car des Indianapolis-500-Rennens. De Soto produzierte etwa 100 Nachbauten (Replicas) des Pace Car.

### 1957 bis 1960: Forward Look

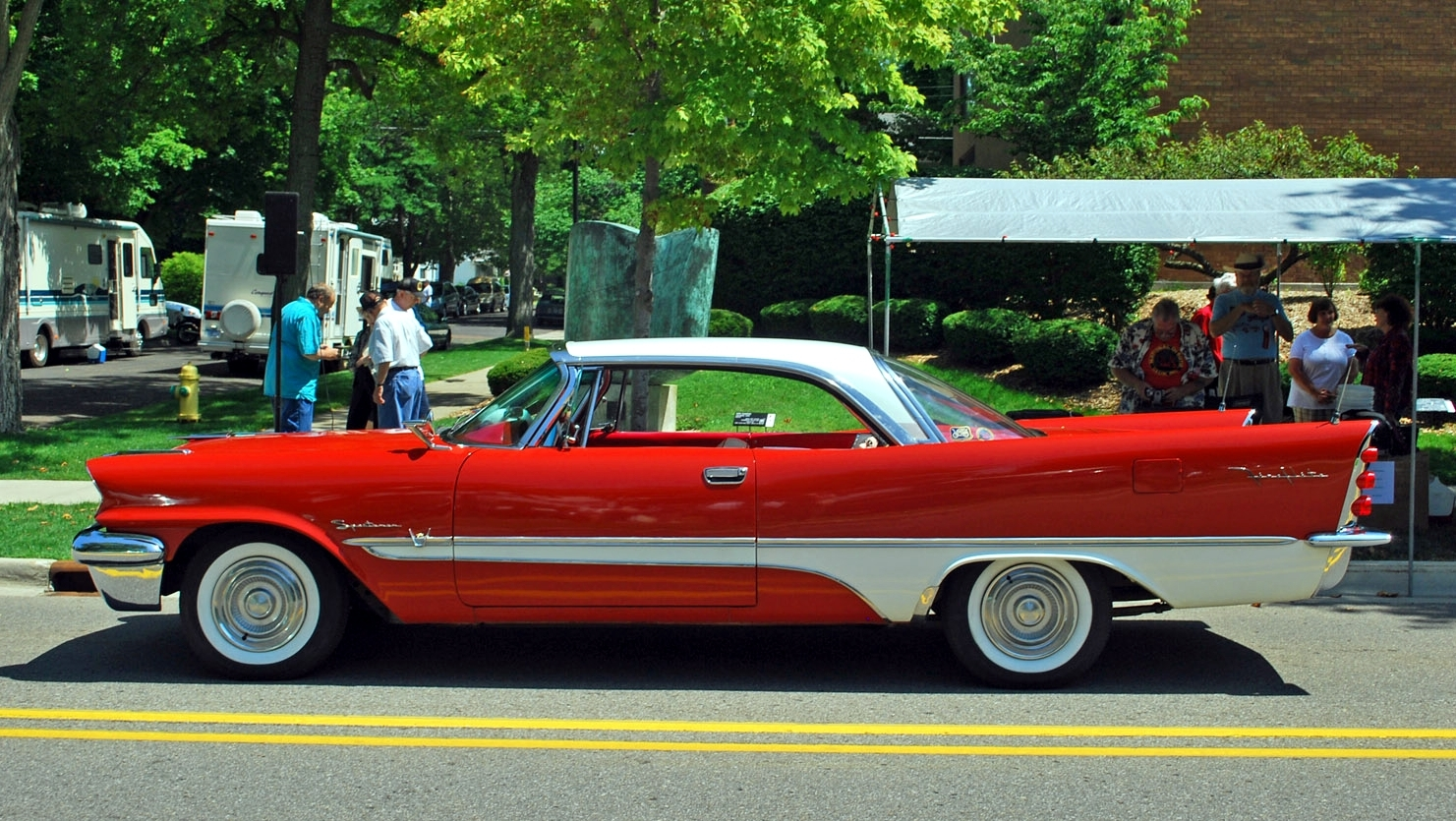
Gerade Flanken, spitz zulaufende Heckflossen und Zweitonlackierung: Grundlinie des Forward Look, die bis 1959 unverändert blieb (hier ein Coupé von 1957)

Zum Modelljahr 1957 änderte sich das Design aller Chrysler-Modelle grundlegend. Virgil Exner hatte unter dem Begriff Forward Look ein glattflächiges, mit großen Heckflossen versehenes Design entwickelt, das alle Chrysler-Marken mit unterschiedlichen Detailabwandlungen verwendeten. Konzernweit gab es wiederum vier verschiedene Radstände. Wie schon im Vorjahr nutzten die Chrysler-Modelle sowie der De Soto Fireflite den zweitgrößten (3.200 mm), während Dodge (3.098 mm) und Plymouth (2.990 mm) jeweils kürzere Ausführungen verwendeten. 
DeSotos Version des Forward Look war wie schon in den Vorjahren geprägt von einer auffälligen Zweifarbenlackierung und chromumrandeten Applikationen an den Wagenflanken, deren Form sich im Laufe der Jahre änderte. Die geradlinig ansteigenden und spitz zulaufenden Heckflossen mündeten in einer Leuchteneinheit, in der drei senkrecht angeordnete Rundleuchten zusammengefasst waren. Die Auspuffanlage mündete in zwei Öffnungen, die in die Heckstoßstangen integriert war. Die Werbung suggerierte, dass die Form der Heckflossen dem Auto bei hohen Geschwindigkeiten aerodynamisch Stabilität verleihe; tatsächlich beeinflussten sie das Fahrverhalten des Autos nahezu gar nicht. Die Gestaltung der Frontpartie änderte sich innerhalb der Produktionsspanne des Forward Look mehrfach.
Der Fireflite war von 1957 bis 1959 in vier Karosserieformen erhältlich: Coupé, Cabriolet, Limousine und Kombiwagen. Die viertürige Limousine war mit Abstand die erfolgreichste Karosserieform; die seltenste Version ist das Cabriolet des Modelljahrs 1959, das in nur 186 Exemplaren entstand. Auch die Kombimodelle sind selten.

#### 1957
Ab 1957 war der Fireflite nur noch das zweitteuerste Modell der Marke. Der Adventurer, bislang eine Ausstattungsvariante des Fireflite, übernahm die Rolle des Spitzenmodells. Der Fireflite war mit einem 5,8 Liter großen Achtzylindermotor ausgestattet, der 290 PS leistete.
Die Frontpartie des Fireflite war waagerecht gestaltet. Der Kühlergrill war in die Frontstoßstange integriert und erstreckte sich über die gesamte Wagenbreite. Oberhalb der Stoßstange befand sich die abgerundete Motorhaube. Als Leuchteinheiten hatten die Designer grundsätzlich Doppelscheinwerfer vorgesehen; allerdings waren sie noch nicht in allen amerikanischen Bundesstaaten zugelassen, sodass alternativ auch runde Einzelscheinwerfer eingebaut werden konnten. 
1957 war das erfolgreichste Jahr für den Fireflite der Forward-Look-Ära. Insgesamt entstanden 28.430 Fahrzeuge, mehr als doppelt so viel wie in jedem weiteren Modelljahr.

#### 1958

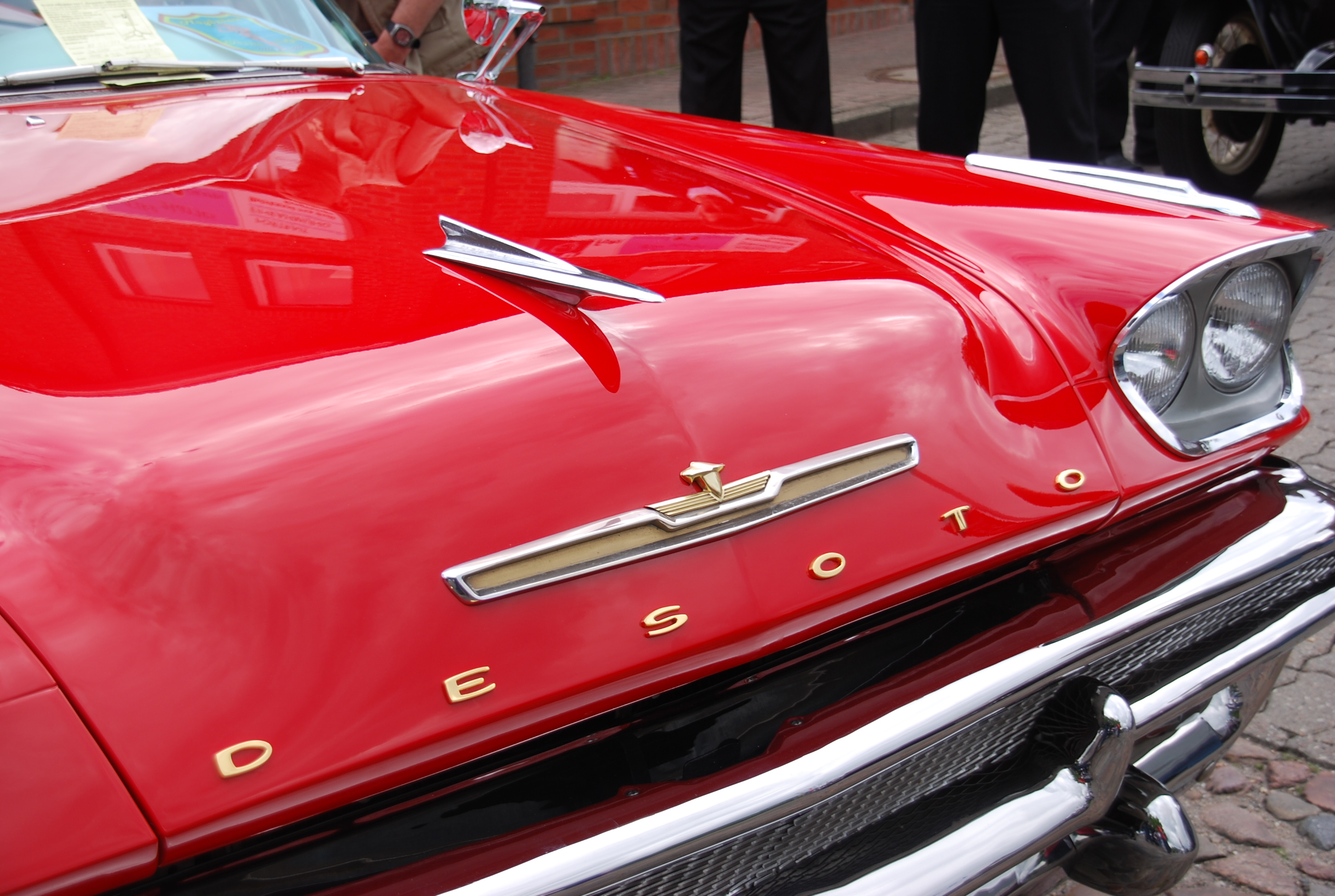
Frontpartie des Fireflite, Modelljahr 1958

Für das Modelljahr 1958 wurde die Karosserie des Fireflite nur geringfügig überarbeitet; lediglich die Gestaltung des Kühlergrills änderte sich im Detail. Das Fahrzeug erhielt allerdings einen neuen Motor: Das Modell verwendete nun einen 5,9 Liter großen Achtzylinder der Wedge-Head-Reihe, der 305 bhp abgab. Der Fireflite des Modelljahrs 1958 war nicht erfolgreich. Im Vergleich zu den Vorjahresmodellen mit nahezu identischem Design gingen die Produktionszahlen des Fireflite um mehr als 50 Prozent zurück. Ein Grund hierfür war die nachlassende Fertigungsqualität.

#### 1959

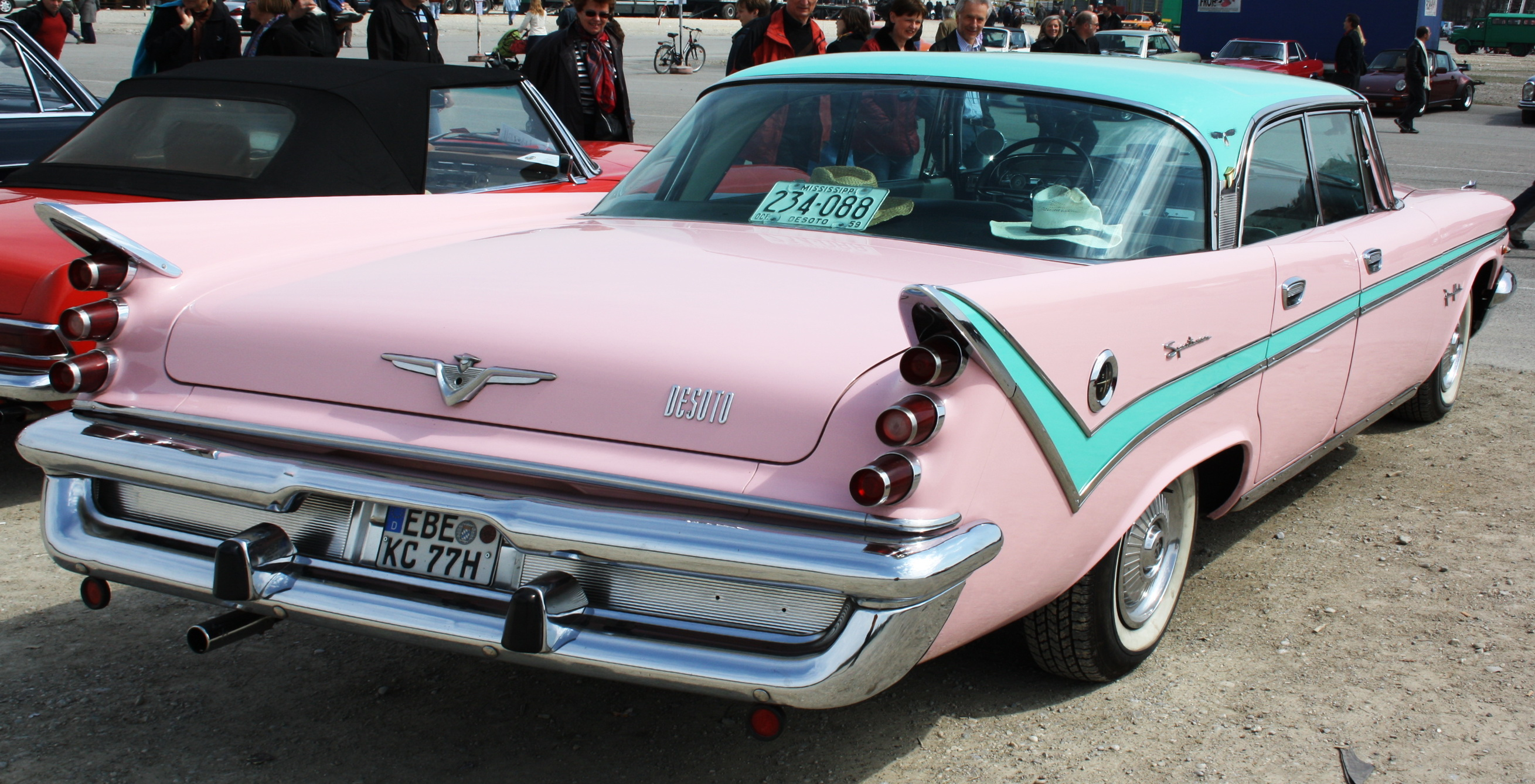
Heckpartie eines Fireflite von 1959

Für das Modelljahr 1959 überarbeiteten die Chrysler-Designer die Frontpartie der DeSoto-Modelle. Sie wurde zerklüfteter gestaltet und ähnelte nun mit den hervortretenden Doppelscheinwerfern und den schweren verchromten Stoßstangen den Imperial-Modellen des gleichen Jahrgangs. Erneut gab es einen größeren Motor. Das Achtzylindertriebwerk hatte nun einen Hubraum von 6,3 Litern; allerdings blieb die Maximalleistung bei 305 PS. Die Verkaufszahlen des Fireflite fielen erneut. 1959 konnten insgesamt nur 9.127 Fireflite in allen vier Karosserieversionen abgesetzt werden. 

#### 1960

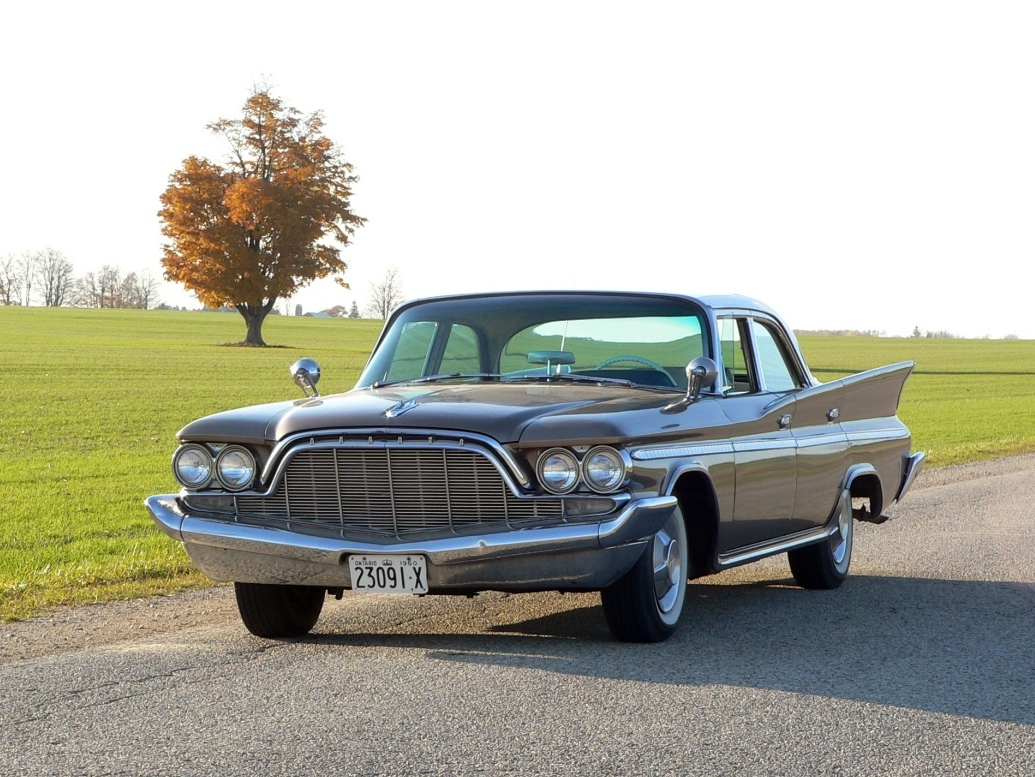
DeSoto Fireflite (1960)

Zum Modelljahr 1960 änderte sich die Positionierung des Fireflite. DeSoto reduzierte seine Modellpalette von vier auf zwei Reihen: die Modelle Firesweep und Firedome, die zuletzt eine Marktposition unterhalb des Fireflite eingenommen hatten, wurden eingestellt; damit wurde der Fireflite zum Basismodell der Marke DeSoto, während der Adventurer das Spitzenmodell blieb. 
1960 präsentierte DeSoto ein neues Design. Zwar blieb die Dachkonstruktion im Wesentlichen unverändert, allerdings erhielten die Autos ein stark zerklüftetes Profil mit gegenläufigen Wölbungen. Die Heckflossen setzten nunmehr bereits im Bereich der Fahrertür an und verfolgten bis zum Ende des Wagens eine kontinuierlich ansteigende Linie. Die Frontpartie trug einen hohen, vergitterten Kühlergrill, und die vordere Stoßstange senkte sich in der Wagenmitte ab. 
Der Radstand des Fireflite wurde auf 3.098 mm reduziert. Der Fireflite entsprach damit hinsichtlich seiner Dimensionen dem bisherigen Firesweep. 
Die Motorisierung wurde erneut geändert. Der bisherige Achtzylindermotor mit 6,3 Litern Hubraum war nun dem Adventurer vorbehalten; der Fireflite erhielt stattdessen die 5,9 Liter große Version, die bereits 1958 angeboten worden war. 1960 leistete das Triebwerk 295 bhp. 
Der Fireflite wurde 1960 nur noch als Coupé und als Limousine angeboten. Die Cabriolet- und Kombiversionen wurden eingestellt.
1960 konnte der Absatz des Fireflite wieder gesteigert werden. Von beiden Karosserieversionen wurden 14.484 Fahrzeuge abgesetzt.
1960 war das letzte Jahr des Fireflite. Für das Modelljahr 1961 ließ DeSoto alle Modellbezeichnungen entfallen; die Autos hießen nur noch DeSoto. Sie waren weitgehend baugleich mit dem Chrysler Windsor.

## Produktionszahlen
| DeSoto Fireflite Produktionszahlen |               |                               |               |       |                  |
| Modelljahr                         | Hardtop Coupé | Convertible Coupé (Cabriolet) | Hardtop Sedan | Kombi | Summe Modelljahr |
| 1955                               | 10.313        | 775                           | 26.637        | -     | 37.725           |
| 1956                               | 8.475         | 1485                          | 3.350         | -     | 13.310           |
| 1957                               | 7.217         | 1.151                         | 18.291        | 1.771 | 28.430           |
| 1958                               | 3.284         | 474                           | 7.435         | 927   | 12.120           |
| 1959                               | 1.393         | 186                           | 6.844         | 704   | 9.127            |
| 1960                               | 3.494         | -                             | 10.990        | -     | 14.484           |